# تيد باتشيلور
تيد باتشيلور (بالإنجليزية: Ted Batchelor)‏ (4 أغسطس 1930 في المملكة المتحدة - 19 نوفمبر 2006 في المملكة المتحدة) هو لاعب كرة قدم بريطاني في مركز نصف الجناح. لعب مع سويندون تاون ووولفرهامبتون واندررز ونادي باث سيتي.